# 魏景山
魏景山（1943年—）。浙江宁波人，生于上海，中国油画家、雕塑家。

## 生平
1943年12月，出生于上海。祖籍浙江宁波。1965年，毕业于上海美术学院油画系（今属上海大学艺术学院）。毕业后，在上海油画雕塑创作室担任专职画家。20世纪70年代，曾远赴西藏、青海实地写生。
是中国文化大革命之后崛起的第一代美术家、油画家之一，与陈逸飞、夏葆元并称为“上海油画三剑客”，开创了“海派油画”和中国油画新局面。
1984年，留学美国，学习研究油画创作技法。1988年，获得美国肯萨斯大学美术硕士学位。继而获得美国纽约市立大学美术硕士学位。

## 荣誉
魏景山多次参加国内外重要美术展览。还获邀参加了在日本举办的亚洲艺术节。
魏景山作品曾多次获得国内外奖项，曾荣获中国军事美术展览金奖。作品还被国内外多个艺术馆、美术馆收藏，包括中国美术馆，中国军事博物馆，鲁迅纪念馆等。

## 代表作
有不少作品是中国现代美术史、油画史上重要作品，有很强的时代特征和艺术感染力。
- 《占领总统府》（与陈逸飞合作）
- 《开路先锋》（与陈逸飞合作）
- 《瞿秋白》
- 《音乐家黄自》
- 《智慧与毅力——数学家陈景润》